# Igor Gehenot
 (mai 2015).
Igor Gehenot est un pianiste et compositeur de jazz belge, né à Liège le 27 novembre 1989.

## Biographie

### Formation
À partir de 2008, Igor Gehenot étudie le piano jazz au conservatoire de Maastricht puis de Bruxelles
où il forme son premier trio avec Sam Gerstmans à la contrebasse et le jeune batteur Antoine Pierre.

### Carrière
À partir de 2011, il poursuit sa voie de manière autodidacte. Le Sounds puis l’Archiduc, clubs de jazz bruxellois, lui octroient une résidence pour une durée de deux ans.
Dans la foulée, le Label belge Igloo Records décide de produire son premier album en trio, Road story, sorti en avril 2012. L’album obtient un succès public, critique et médiatique  mais également {{élu album jazz de l’année pour le magazine anglais Jazzwise.}}
Toujours en 2012, il est amené à participer à Lg Collective, un collectif de sept belges qui se voulait provisoire, mais dont le succès sur scène ne se dément pas au fil des réunions (en 2013, Fête de la musique de Liège, Dinant Jazz Nights, Jazzzolders de Malines et en 2014 à Mouscron).
Avec son trio, Igor Gehenot se produit dans plusieurs festivals belges tels le Brussel Jazz Marathon devenu le Brussels Jazz Weekend où il s'est produit également, le Blue Flamingo Festival, le Gent Jazz Festival, le Gaume Jazz Festival, Škoda Jazz Festival, Comblain Jazz Festival, JazzTour LDH, JazzLab Series, Dinant Jazz Nights, Jazz à Liège... Ainsi qu'à l'étranger : au Chili avec l'EUJAZZ de Santiago, en France au Jazz à Vienne, au Sunset-Sunside à Paris, au Vortex dans le cadre du London Jazz Festival, (la BBC a réalisé une émission de présentation des concerts jazz de Londres le 27 septembre 2013 qu'elle a diffusé sur BBC Radio 3), au Mexique avec l'EuroJazz Festival de Mexico et au Port-au-Prince Jazz festival à Haiti,.
En 2014, il collabore avec le quatuor à cordes polonais Atom String Quartet (pl) pour la trentième édition du Gaume Jazz Festival, et enregistre son second opus intitulé Motion toujours en trio avec Philippe Aerts & Teun Verbruggen.
2016 est une année où on le voit continuer à multiplier les projets : 
Igor Gehenot revient avec une casquette résolument plus Hip Hop lors d’un concert remarqué sur la Grand Place de Bruxelles pour le "Brussels Jazz Marathon" 
avec la collaboration du Rappeur « Kaer » ( Starflam ) et du Dj Eb-Kaito ( IDA World 3rd Place, DMC Belgium Vice Champion IDA Belgium Champion, Beat4Battle Belgium Cup Champion ). 
2017 marque le retour au jazz acoustique sur disque : « Delta » .
Il s’entoure cette fois du bugliste français, Alex Tassel ( Manu Katché, Baptiste Trotignon, Dj Cam, Jacques Gamblin, André Manoukian, Jacques Schwarz-Bart), du contrebassiste suédois Viktor Nyberg ( Pierrick Pedron, Jacky Terrasson, Johny O’neal) et du batteur Luxembourgeois Jérôme Klein.

## Discographie

### En tant que leader
- 2012 : Road Story CD Igloo Records-  IGL232[20]
- 2014 : Motion CD Igloo Records - IGL253[21]
- 2017 : Delta CD Igloo Records-  IGL280
- 2019 : Cursiv CD Igloo Records-  IGL313[22]

### En tant que Sideman d’album et/ou de concert
Lg Jazz Collective est à la base un collectif de jeunes talents du jazz belge et est le lauréat du concours Jeune talent aux Leffe Jazz Nights 2012.
- 2014 : Lg Jazz collective - New feel [25] CD Igloo Records

Pour le projet "Tribute to Jack Van Pool"
- 2014 : Jack Van Pool The Composer (interprétation du titre "8. Mississippi Chaser avec Robert Jeanne

Pour Man On Fire & The Soul Soldiers
- 2018 : Heavy Soul (EP digital 5 titres avec Igor Géhénot : Keyboards)

Pour Loris Tils
- 2018 : One Take - Live at Trente Trois Tours, La Louvière (EP digital 5 titres avec Igor Géhénot : Keyboards)

Pour Jean Baptiste Berger Group
- 2018 : Persuasive (avec Igor Gehenot : piano)[26]

## Récompenses
| Année | Prix                                     | Groupe                          | Résultat |
| ----- | ---------------------------------------- | ------------------------------- | -------- |
| 2009  | Comblain Jazz Festival Contest           | Metropolitan Quartet            | Lauréat  |
| 2011  | Sabam Jeunesses Musicales Jazz Awards    | Trophée personnel               | Lauréat  |
| 2012  | Leffe Jazz Nights Festival Contest       | Lg Jazz Collective              | Lauréat  |
| 2013  | Best Jazz album of the year Poll Critics | Igor Gehenot " Road Story"      | Lauréat  |
| 2015  | Octaves de la musique                    | Lg Jazz Collective " New Feel " | Lauréat  |
| 2018  | Octaves de la musique                    | Igor Gehenot " Delta "          | Lauréat  |